# Mai 1979
Portal Geschichte | Portal Biografien | Aktuelle Ereignisse | Jahreskalender | Tagesartikel

◄ |
19. Jahrhundert |
20. Jahrhundert
| 21. Jahrhundert

◄ |
1940er |
1950er |
1960er |
1970er
| 1980er | 1990er | 2000er | ►

◄ |
1975 |
1976 |
1977 |
1978 |
1979
| 1980 | 1981 | 1982 | 1983 | ►

◄ |
Februar 1979 |
März 1979 |
April 1979 |
Mai 1979 |
Juni 1979 |
Juli 1979 |
August 1979 |
►
Dieser Artikel behandelt aktuelle Nachrichten und Ereignisse im Mai 1979.

## Tagesgeschehen

### Donnerstag, 3. Mai 1979

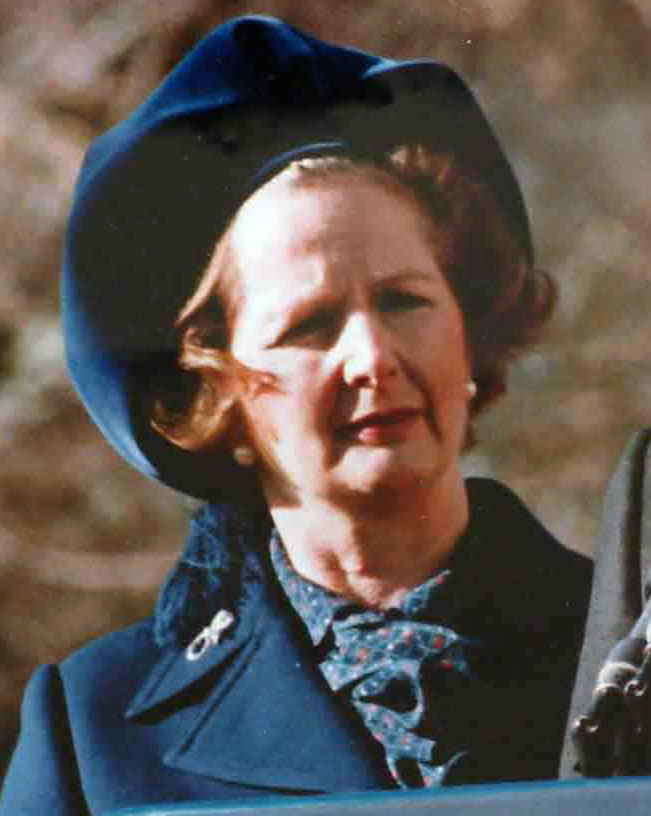
Margaret Thatcher

- London/Vereinigtes Königreich: Bei der Wahl zum Unterhaus verliert die regierende Partei der Arbeit des Premierministers James Callaghan 2,4 % Stimmenanteil im Vergleich zur letzten Wahl. Die Konservative Partei (CP) gewinnt 8,1 % hinzu. Damit entfallen von 635 Sitzen 339 auf die CP und die Oppositionsführerin Margaret Thatcher wird morgen ihr Amt als Premierministerin antreten.[1]

### Freitag, 4. Mai 1979
- London/Vereinigtes Königreich: Im Buckingham Palace ernennt Queen Elisabeth II. die 54-jährige Politikerin Margaret Thatcher von der Konservativen Partei zur Premierministerin des Vereinigten Königreichs.[2]

### Sonntag, 6. Mai 1979

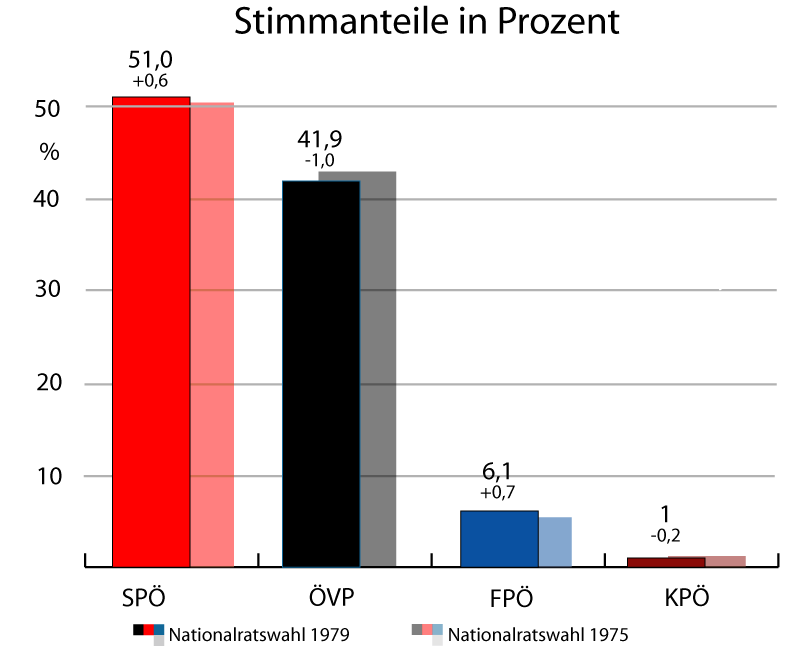
Ergebnis der Nationalratswahl

- Wien/Österreich: Bei der Wahl zum Nationalrat entscheidet sich die absolute Mehrheit der Stimmberechtigten wie bereits vier Jahre zuvor für die SPÖ des regierenden Bundeskanzlers Bruno Kreisky. Die ÖVP mit Spitzenkandidat Josef Taus bleibt bei leichten Verlusten mit Abstand zweitstärkste Kraft im Parlament.[3]

### Mittwoch, 9. Mai 1979
- Teheran/Iran: Der Vorsitzende der Jüdischen Vereinigung im Iran und Geschäftsmann Habib Elghanian wird hingerichtet, nachdem ein islamistisches Gericht ihn am Vortag zum Tod verurteilte. Der Vorwurf lautete Spionage für Israel.[4]

### Donnerstag, 10. Mai 1979

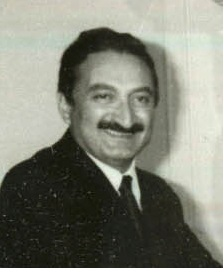
Bülent Ecevit

- Straßburg/Frankreich: In einer Gastrede vor dem Europäischen Parlament wirft der türkische Ministerpräsident Bülent Ecevit den Abgeordneten vor, dass die westliche Welt seinem Land finanzielle Hilfen verweigere. Die Türkei ist bei ausländischen Banken überschuldet. Abgeordnete aus Griechenland entgegnen ihm, er solle zunächst die Zypern-Politik der Türkei ändern. Seit 1974 ist die Mittelmeerinsel, auf der Griechen und Türken leben, militärisch zweigeteilt.[5]

### Mittwoch, 16. Mai 1979
- Basel/Schweiz: Der FC Barcelona gewinnt den Fußball-Europapokal der Pokalsieger durch einen 4:3-Finalsieg nach Verlängerung gegen Fortuna Düsseldorf.[6]

### Freitag, 18. Mai 1979
- Washington, D.C./Vereinigte Staaten: Der Schweizer Bundesrat Pierre Aubert trifft zu einem neuntägigen Staatsbesuch ein. Es handelt sich um den ersten offiziellen USA-Besuch eines Außenministers der Eidgenossenschaft. Beide Seiten wollen ihre Position gegenüber der Sowjetunion abstimmen, die in ihren Augen für den Ausbruch des Bürgerkriegs in Afghanistan und für Menschenrechtsverletzungen in Osteuropa verantwortlich ist.[7]

### Samstag, 19. Mai 1979
- Wien/Österreich: Der FK Austria Wien steht nach einem 4:2 beim Wiener Sport-Club vorzeitig als Österreichischer Fußballmeister 1979 fest.[8]

### Montag, 21. Mai 1979

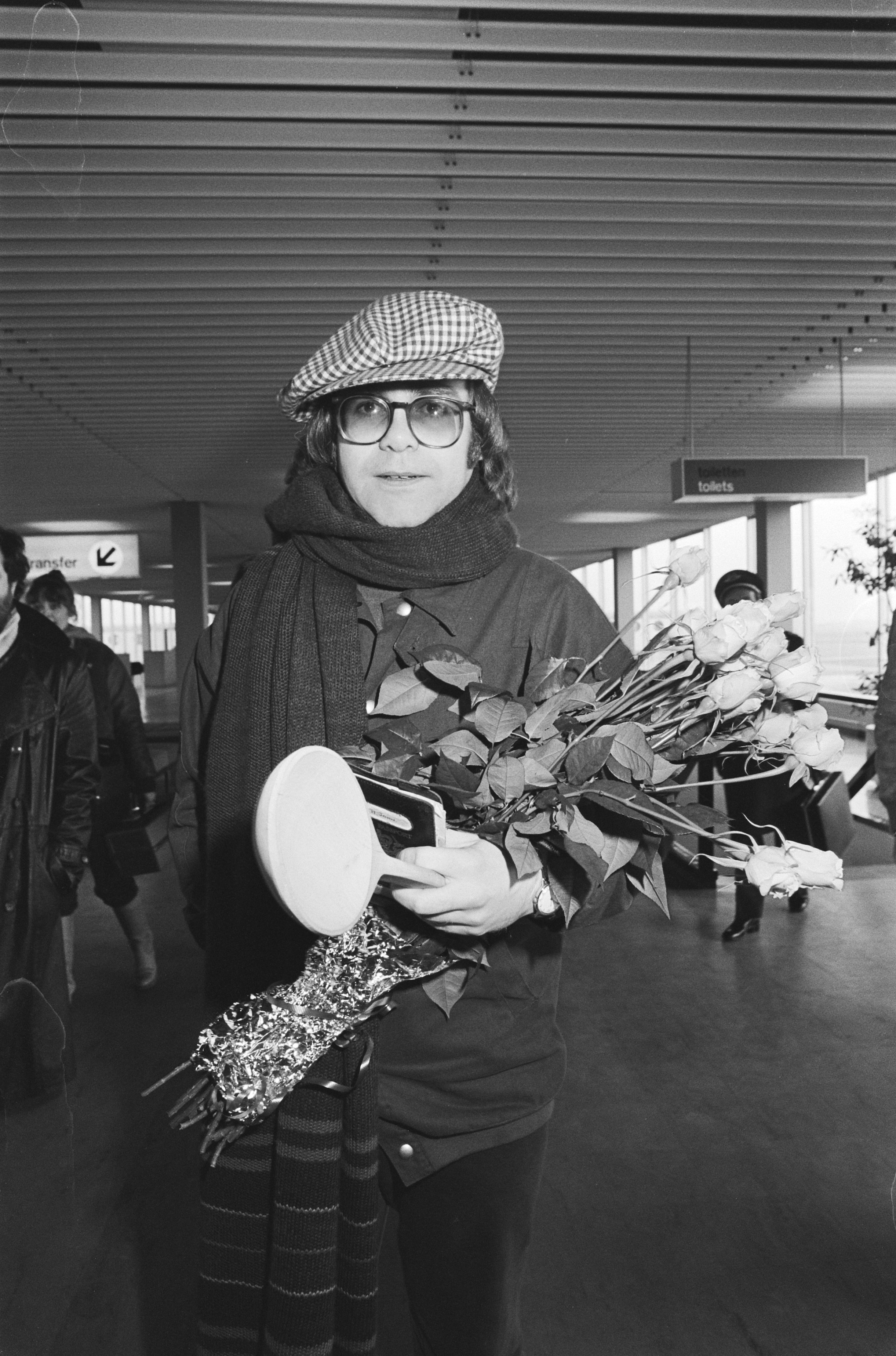
Elton John

Logo der Canadiens de Montréal

- Leningrad/Sowjetunion: Der britische Pop-Musiker Elton John tritt in Leningrad auf. Er ist der erste Star der westlichen Popkultur, der den sowjetischen Staat um Erlaubnis für eine Konzerttournee bat und daraufhin eingeladen wurde. Sieben Konzerte werden in den nächsten Tagen folgen.[9]
- Montreal/Kanada: Der Stanley Cup der nordamerikanischen Eishockey-Profiliga NHL geht, wie in den drei Jahren zuvor, an die Canadiens de Montréal, die das fünfte und entscheidende Finalspiel gegen die New York Rangers mit 4:1 für sich entscheiden.[10]
- Vieques/Puerto Rico: 150 Personen aus Esperanza, die meisten von ihnen Fischer, feiern eine Heilige Messe an einem für militärische Zwecke abgesperrten Strand und wollen damit ein Manöver der Streitkräfte der Vereinigten Staaten verhindern. Diese nutzen die 135 km² große Insel Vieques seit 1941 als Training Range (deutsch Übungsgelände). US-Soldaten nehmen 21 Puerto-Ricaner fest, u. a. den Bischof.[11]

### Mittwoch, 23. Mai 1979

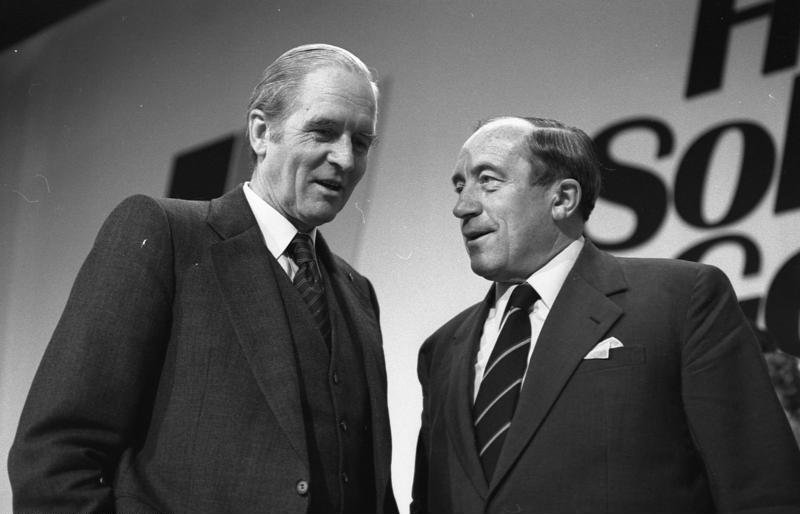
Karl Carstens (links)

- Bonn/Deutschland: Die Bundesversammlung wählt Karl Carstens (CDU) zum Bundespräsidenten. Die Wahl wird in vielen Medien kritisch gesehen, da Carstens Mitglied der NSDAP war.[12]
- Mönchengladbach/Deutschland: Borussia Mönchengladbach gewinnt den Fußball-UEFA-Cup nach einem 1:0 im Final-Rückspiel gegen den FK Roter Stern Belgrad.[13]

### Donnerstag, 24. Mai 1979
- Aachen/Deutschland: Der Karlspreis wird an den italienischen Präsidenten des Europäischen Parlaments Emilio Colombo übergeben. Er würdigt Colombos „Lebensarbeit“, die er der Europäischen Integration gewidmet habe.[14]
- Cannes/Frankreich: Der Film Apocalypse Now des amerikanischen Regisseurs Francis Ford Coppola und der Film Die Blechtrommel des deutschen Regisseurs Volker Schlöndorff werden bei den 32. Internationalen Filmfestspielen mit der Palme d’or ausgezeichnet. Der Film Apocalypse Now ist noch nicht fertiggestellt und wird in seiner Rohfassung prämiert.[15]

### Freitag, 25. Mai 1979
- al-Arisch/Ägypten: Israel zieht seine Verwaltung aus der Stadt al-Arisch ab und übergibt sie in einer Zeremonie an Ägypten. Die Stadt liegt auf der Sinai-Halbinsel, welche bis auf ein kleines Gebiet zum ägyptischen Hoheitsgebiet zählt.[16]

### Samstag, 26. Mai 1979
- Berlin/Deutschland: Der Berliner FC Dynamo wird vorzeitig Meister der Fußball-Oberliga der DDR 1979. Es ist der erste nationale Meistertitel für den Verein, der von Erich Mielke, Minister für Staatssicherheit, unterstützt wird.[17]

### Montag, 28. Mai 1979
- Athen/Griechenland: Vertreter des Landes und der Europäischen Wirtschaftsgemeinschaft (EWG) unterzeichnen den Vertrag zum Beitritt Griechenlands zu den Europäischen Gemeinschaften. Der Zeitpunkt des Beitritts wird auf den 1. Januar 1981 festgesetzt.[18]

### Mittwoch, 30. Mai 1979
- München/Deutschland: Der Nottingham Forest FC gewinnt den Fußball-Europapokal der Landesmeister durch einen 1:0-Finalsieg gegen Malmö FF.[19]

## Weblinks

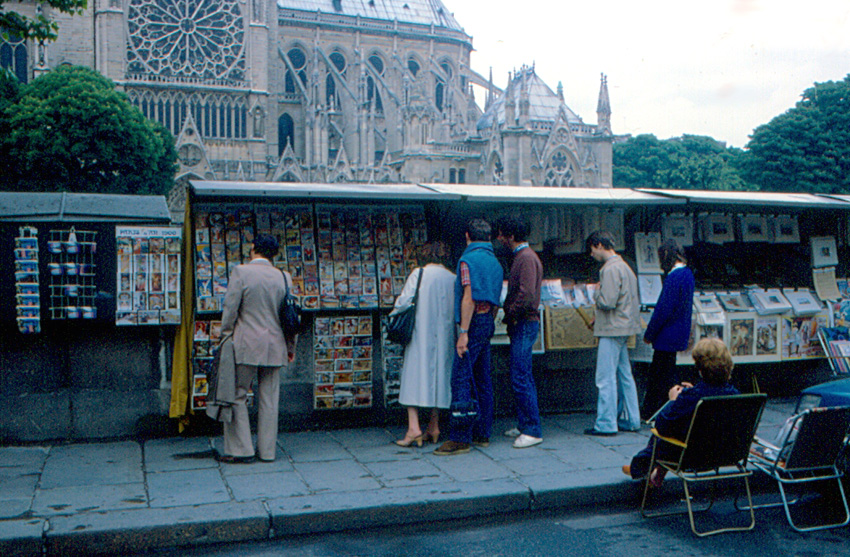
Paris im Mai 1979